# 氯化钆
氯化钆是一种无机化合物，化学式为GdCl3，它是一种无色的、有吸湿性的固体，可溶于水。

## 制备
氯化钆通常用氯化铵法制备，这中间包括初始合成的(NH4)2[GdCl5]，这种物质的制备需要在230℃和氧化钆反应而得：
10 NH4Cl  +  Gd2O3  →  2 (NH4)2[GdCl5]  +  6 NH3  +  3 H2O
或者利用六水合氯化钆或金属钆和氯化铵的反应制得(NH4)2[GdCl5]：
4 NH4Cl  +  2 GdCl3∙6H2O  →  2 (NH4)2[GdCl5]  +  12 H2O
10 NH4Cl  +  2 Gd → 2 (NH4)2[GdCl5]  +  6 NH3  +  3 H2
第二步，让(NH4)2[GdCl5]在300℃分解:
(NH4)2[GdCl5]  →   GdCl3  +  2 NH4Cl
分解过程中，会产生中间体NH4[Gd2Cl7]。
氯化铵法是最常见的，并且比其他方法廉价。此外，金属钆在600℃与氯化氢气流作用，也能得到氯化钆：
Gd  +  3 HCl  →  GdCl3  +  3/2 H2
氧化钆在红热时与氯气和二氯化二硫的混合气体作用，或和光气作用，也能得到无水氯化钆。
2 Gd2O3+6 Cl2->4 GdCl3+3 O2
氯化钆可以形成六水合物（GdCl3∙6H2O），这个六水合物由可以氧化钆(III)溶于浓盐酸后，蒸发结晶出来。

## 扩展阅读
- . Magnetic Resonance TIP-MRI Database.   [February 22, 2006]. （原始内容存档于2014-07-14）.
- . Webelements.   [February 22, 2006]. （原始内容存档于2008-04-19）.